# 마크업 언어

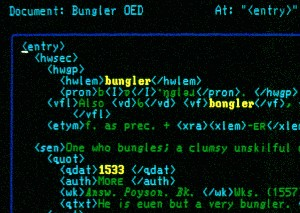

마크업 언어(markup 言語, markup language)는 태그 등을 이용하여 문서나 데이터의 구조를 명기하는 언어의 한 가지이다.
태그는 원래 텍스트와는 별도로 원고의 교정부호와 주석을 표현하기 위한 것이었으나 용도가 점차 확장되어 문서의 구조를 표현하는 역할을 하게 되었다. 이러한 태그 방법의 체계를 마크업 언어라 한다.
일반적으로 데이터를 기술하는 정도로만 사용되기에 프로그래밍 언어와는 구별된다. 다만 MXML이나 XAML처럼 특정 프로그래밍 언어와 강하게 연관되어 기능하거나 제한적으로 프로그래밍 언어의 기능을 갖춘 것도 일부 있는데, 이런 경우엔 구별이 명확하지 않다.

## 종류
전자적 마크업의 일반적인 분류에는 세 가지가 있다:
- 표현적 마크업(presentational markup): 전통적인 워드 처리 시스템이 사용하는 마크업. 위지위그 효과를 내는 문서 텍스트에 포함되니 이진 코드. 이러한 마크업은 사람(저자나 편집자도 포함)의 눈에는 보이지 않도록 설계되는 것이 일반적이다.
- 절차적 마크업(procedural markup): 마크업은 텍스트에 포함되며 문자를 처리할 프로그램의 명령을 제공한다. troff, LaTeX, 포스트스크립트를 예로 들 수 있다.
- 기술적 마크업(descriptive markup): 마크업은 문서의 일부에 이름을 다는 데 사용된다. 예로, 뉴스 등 인용한 원문의 제목을 다는 HTML의<cite> 태그를 들 수 있다.

## 주요 마크업 언어
- SGML
  - HTML
  - XML
    - XHTML
    - SVG
    - MathML
    - MXML
    - XAML
- {\displaystyle {\mathrm {T\!_{\displaystyle E}\!X} }}
  - {\displaystyle \mathrm {L\!\!^{{}_{\scriptstyle A}}\!\!\!\!\!\;\;T\!_{\displaystyle E}\!X} }
  - {\displaystyle \displaystyle \mathrm {p} {\mathrm {T\!_{\displaystyle E}\!X} }}
- SAMI

## 같이 보기
- CSS
- 가벼운 마크업 언어
- 사용자 인터페이스 마크업 언어
- 벡터 그래픽스 마크업 언어
- 코드퓨전 마크업 언어
- 페이지 기술 언어
- 프로그래밍 언어 (대조적)